# Digitaria thyrsoidea
Digitaria thyrsoidea är en gräsart som beskrevs av Benedict Balansa. Digitaria thyrsoidea ingår i släktet fingerhirser, och familjen gräs. Inga underarter finns listade i Catalogue of Life.